# Liste der Monuments historiques in Saint-Leu-d’Esserent
Die Liste der Monuments historiques in Saint-Leu-d’Esserent führt die Monuments historiques in der französischen Gemeinde Saint-Leu-d’Esserent auf.

## Liste der Bauwerke
| Bezeichnung               | Beschreibung                                                  | Standort | Kennzeichnung | Schutzstatus | Datum | Bild           |
| ------------------------- | ------------------------------------------------------------- | -------- | ------------- | ------------ | ----- | -------------- |
| Haus gegenüber der Kirche | Erbaut im 16. Jahrhundert; 1940 zerstört, Eintragung gelöscht |          | PA00114866    | Inscrit      | 1927  |                |
| Haus beim Fluss           | Erbaut im 17. Jahrhundert; 1940 zerstört, Eintragung gelöscht |          | PA00114867    | Inscrit      | 1927  |                |
| Ehemalige Abtei           | Erbaut im 17. Jahrhundert                                     | (Lage)   | PA00114865    | Classé       | 1840  | weitere Bilder |

## Liste der Objekte
- Monuments historiques (Objekte) in Saint-Leu-d’Esserent in der Base Palissy des französischen Kultusministeriums